# Mittleres Hexenkraut
Das Mittlere Hexenkraut (Circaea × intermedia) ist eine Naturhybride aus der Pflanzengattung Hexenkräuter (Circaea) innerhalb der Familie der Nachtkerzengewächse (Onagraceae). Circaea × intermedia ist ein in der Natur entstandener Bastard aus Circaea alpina × Circaea lutetiana. Die Bastardnatur ist durch Kreuzungsversuche bewiesen. Sie ist in Europa verbreitet.

## Beschreibung

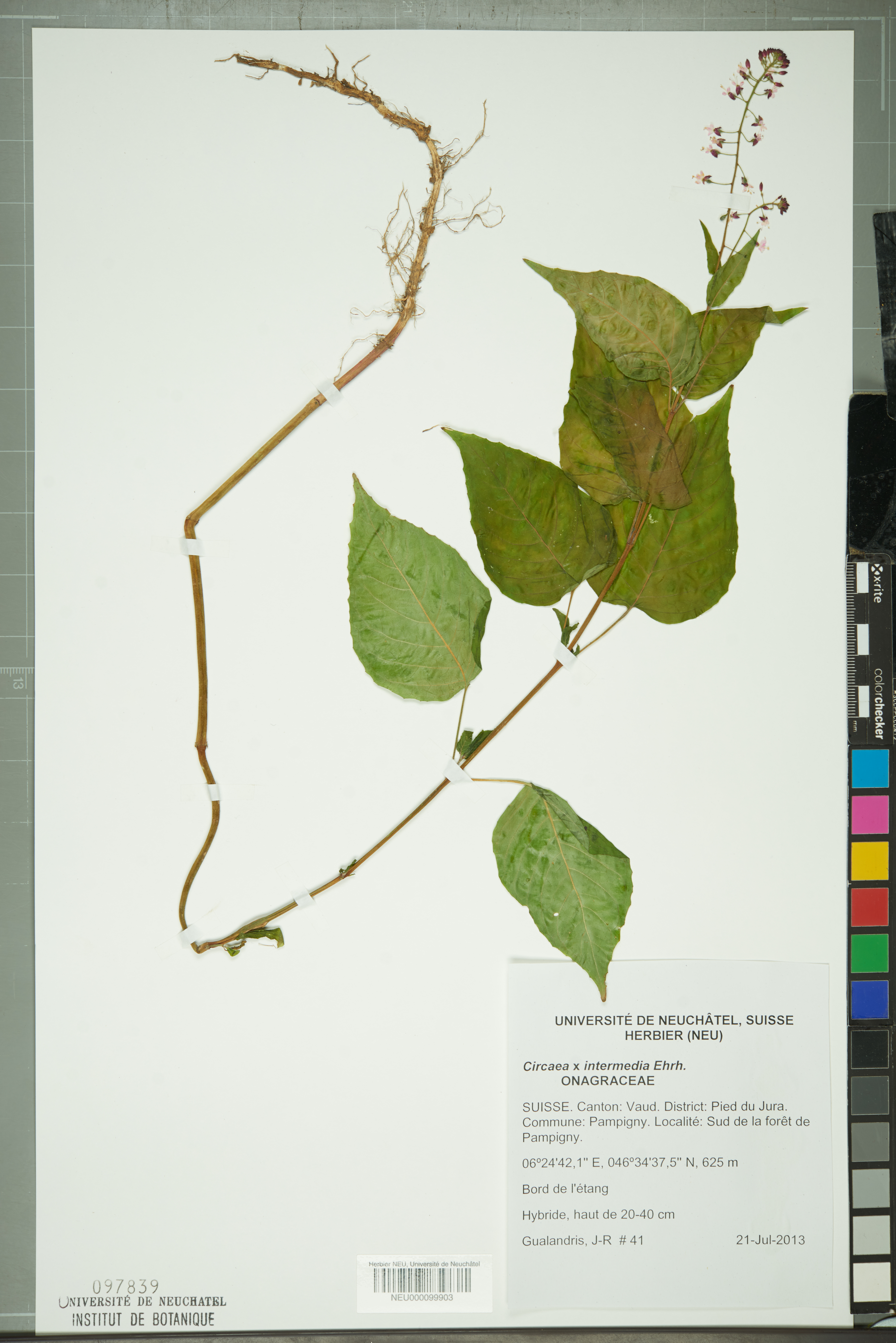
Herbarexemplar (bitte kein Pflanzenmaterial aus Naturbeständen entnehmen!)

Circaea ×intermedia ist sehr variabel und vermittelt zwischen den Eltern mit allen denkbaren Übergangstypen. Die Sippe bildet kaum keimfähige Samen und vermehrt sich vorwiegend vegetativ. Hin und wieder treten Rückkreuzungen mit Circaea alpina oder Circaea lutetiana auf.

### Vegetative Merkmale
Das Mittlere Hexenkraut wächst als ausdauernde krautige Pflanze und erreicht Wuchshöhen von selten 6 bis meist 10 bis 40 Zentimetern. Es bildet dünne unterirdische Ausläufer, die meist 5 bis 6 Zentimeter lang, 5 Millimeter dick sind und in einer Erdtiefe von 2 bis 15 Zentimetern liegen. Die Niederblätter verbleiben am Rhizom. Der Stängel ist kahl, zum Blütenstand hin etwas flaumig behaart und meist verzweigt.
Die gegenständig am Stängel angeordneten Laubblätter sind in Blattstiel und -spreite gegliedert. Der Blattstiel ist ungeflügelt. Die Blattspreite ist bei einer Länge von 2 bis 7 Zentimetern schwach bis deutlich herzförmig, relativ dünn, geschweift gezähnt, bleich- bis sattgrün, matt glänzend bis glanzlos, kahl bis schwach behaart.

### Generative Merkmale
Die Blütezeit reicht von Juni bis August. Der end- oder seitenständige traubige Blütenstand verlängert sich schon vor der Anthese. Die drüsig behaarten Blütenstiele haben sehr kleine, hinfällige, borstenförmige Tragblätter.
Die zwittrige Blüte besitzt eine doppelte Blütenhülle. Die drüsig behaarten Kelchblätter sind grünlich. Die Kronblätter sind 2 bis 3 Millimeter lang, genagelt und so lang wie der Kelch. Sie sind weiß oder hellrot und haben zwei spitzwinklig abstehende, stumpfliche Lappen. Die Narbe ist ausgerandet.
Die hakig borstige Frucht ist verkehrt-eiförmig kugelig bis fast schief-birnenförmig, zweifächrig und enthält zwei Samen; ein Fruchtfach ist meist leer und fällt als Ganzes vor der Reife ab.
Die Chromosomenzahl beträgt 2n = 22.

## Ökologie
Die Bestäubung erfolgt überwiegend durch Schwebfliegen.

## Vorkommen
Das Mittlere Hexenkraut ist ein temperat-submediterranes, schwach subatlantisches Florenelement. Das Areal entspricht dem der Eltern. Das Verbreitungsgebiet des Mittleren Hexenkrautes erstreckt sich von Europa, hier im Süden von den Pyrenäen, dem Apennin und den Gebirgen des ehemaligen Jugoslawiens nordwärts bis nach England und Schottland, Norwegen bis zum 63° nördlicher Breite, ostwärts bis zu den Karpaten und dem Kaukasus. In Mitteleuropa tritt das Mittlere Hexenkraut selten im Tiefland, in den Mittelgebirgen und in den Alpen auf und fehlt in größeren Gebieten. Das Mittlere Hexenkraut steigt in den Bayerischen Alpen bis zu Höhenlagen von 1200 Metern auf, in Graubünden erreicht es 1340 Meter.
Das Mittlere Hexenkraut gedeiht am besten auf sickerfeuchten, lockeren, humosen Lehmböden. Es besiedelt Berg- und Schluchtwälder sowie Auenwälder. Es ist in Mitteleuropa eine Charakterart des Carici remotae-Fraxinetum, kommt aber auch in anderen Gesellschaften des Alno-Ulmion-Verbands und in denen des Verbands Tilio-Acerion vor.

## Taxonomie
Die Erstveröffentlichung erfolgte 1789 als Circaea intermedia durch Jakob Friedrich Ehrhart in Beiträge zur Naturkunde, und den damit verwandten Wissenschaften, besonders der Botanik, Chemie, Haus- und Landwirtschaft, Arzneigelahrtheit und Apothekerkunst, Band 4, S. 42.